# Ворскла Сталь
Ворскла Сталь — недобудований електрометалургійний завод.

## Історія
Зареестрована 2004 року в Швейцарії управляюча компанія Ворскла Сталь АГ керує металургійними активами в Україні, Угорщині й Данії. Найбільшим її активом є електрометалургійний завод прямого відновлення заліза з використанням природного газу, який зводиться у м. Горішні Плавні, Полтавської області, в Україні. Постачальниками устаткування прямого відновлення заліза й сталеливарного обладнання є MIDREX Technologies (США) і VAI/Siemens (Австрія).
ТЕО зовнішнього транспорту металургійного заводу виконано на замовлення Дніпропетровського інституту Укрдіпромез. Будівництво заводу передбачається на території Кременчуцького району Полтавской області, в 10 км на північ від міста Горішні Плавні.
Річний вантажообіг залізничних перевезень металургійного заводу має складати:
- По прибуттю — 18,3 тис. т.;
- По відправленню — 10,4 тис. т.

У ТЕО передбачається будівництво наступних об'єктів:
- Розвиток ст. Південний парк з укладанням однієї приймально-відправної колії і включенням стрілок і сигналів у пристрої електричної централізації;
- Розвиток ст. Шлюзи з укладанням двох приймально-відправних шляхів і включенням стрілок і сигналів у пристрої електричної централізації;
- Під'їзної залізн. шлях ст. Південний парк — ст. Заводська протяжністю 2,35 км;
- Під'їзної залізн. шлях ст. Шлюзи — ст. Заводська протяжністю 4,05 км;
- Будівництво автодоріг № 1 і № 2 з майданчиками і з'їздами до заводу загальною площею 61 тис. м2.

У ТЕО було зроблено вибір транспорту для доставки працівників на завод. Пасажирські перевезення рекомендовано здійснювати автомобільним транспортом.
Додатковий штат працівників заводу, які обслуговують зовнішні перевезення складе 68 ос., «Укрзалізниці» — 6 ос. Тривалість будівництва — 24 місяці.

## Проектні потужності
- виробництво 3 млн тонн слябів на рік

## Керівництво
- Білоус Володимир Миколайович